# Staberoha stokoei
Staberoha stokoei är en gräsväxtart som beskrevs av Neville Stuart Pillans. Staberoha stokoei ingår i släktet Staberoha och familjen Restionaceae. Inga underarter finns listade i Catalogue of Life.